# El Mariachi
El Mariachi är en spanskspråkig film från 1992, i regi av Robert Rodriguez och den första filmen i El Mariachi-trilogin. 
Filmen blev Robert Rodriguez stora genombrott och satte honom på kartan som en av de stora nya namnen i Hollywood. Rodriguez gjorde det mesta själv i produktionen, han skrev manuset, regisserade, filmade och producerade filmen själv, med viss assistans av sin vän Carlos Gallardo.
El Mariachi kostade ungefär 7000 dollar att spela in, och de pengarna tjänade Rodriguez själv ihop under sommaren 1992 då han jobbade som bland annat försökskanin på ett sjukhus. Skådespelarna var alla mer eller mindre oerfarna och var antingen vänner eller släkt till Rodriguez. Carlos Gallardo som spelar El Mariachi har fortsatt jobba med Rodriguez, främst som producent men även som skådespelare.
Filmen spelades in med endast en kamera, och varje scen gjordes därför om minst tre gånger ur olika vinklar för att skapa en känsla av att det var flera kameror inblandade. Rodriguez säger också att han klippte filmen väldigt fort och att det finns över tusen klipp i filmen, då detta skulle ge filmen en mer professionell framtoning.
Filmen blev mycket uppskattad i USA och Columbia Pictures köpte rättigheterna. Två år senare manade Columbia på Rodriguez att göra en till Mariachi och det blev Desperado, Rodriguez första miljonprojekt och studioproducering. Framgångarna med El Mariachi och Desperado gjorde Robert Rodriguez världskänd och han avslutade sitt paradprojekt med filmen Once Upon a Time in Mexico, 2003.